# Weinsteige

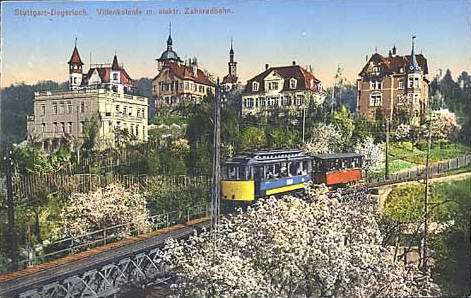
Alte Weinsteige mit Zahnradbahn 1917

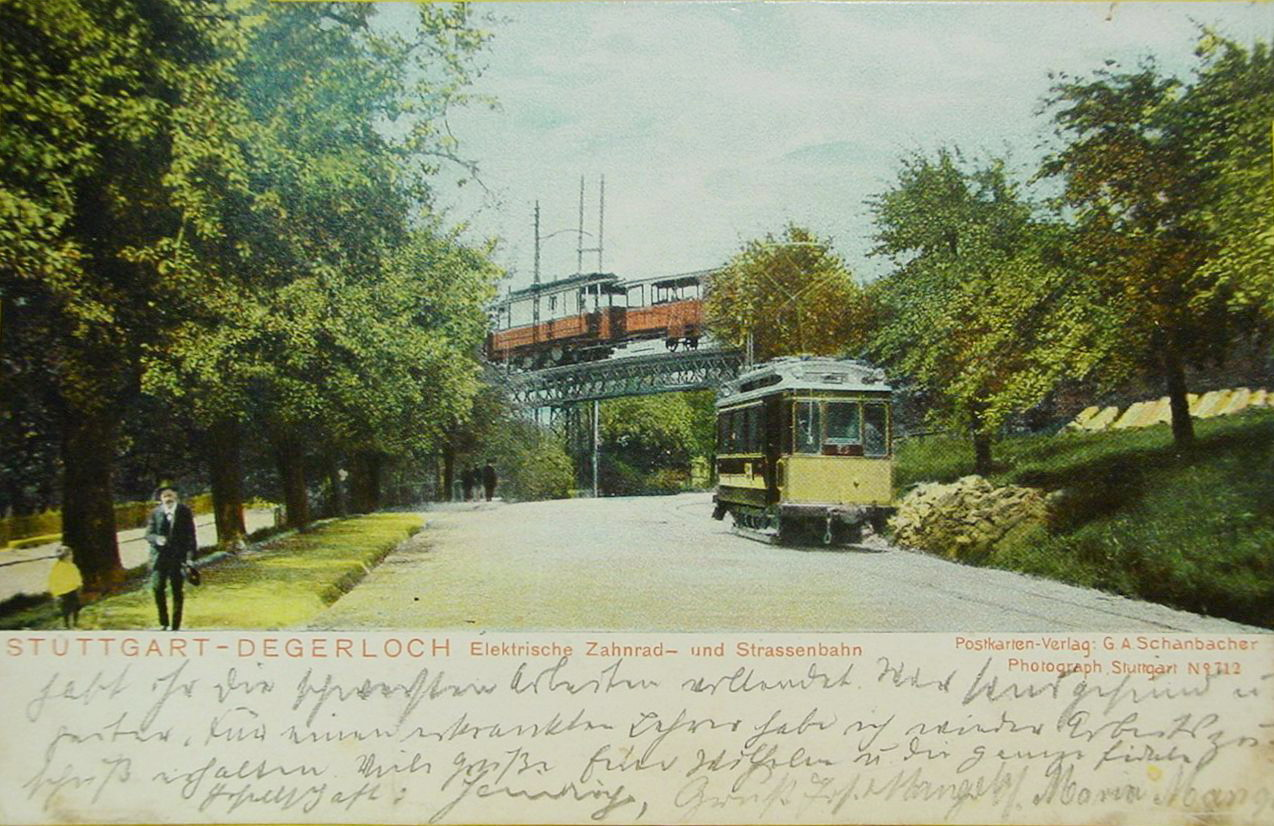
1906: Straßen- und Zahnradbahn

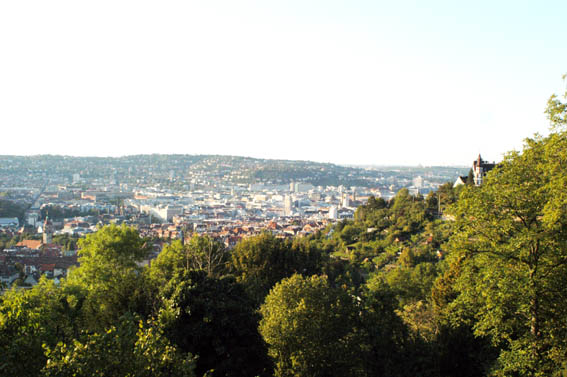
Blick von der Neuen Weinsteige zum Killesberg

Weinsteige nennt man einen Stuttgarter Stadtteil mit den Hauptverbindungsstraßen Alte und Neue Weinsteige, die vom Stadtzentrum im Talkessel zu den 200 Meter höher gelegenen südlichen Filderorten (Degerloch, Möhringen usw.) führen. Von beiden Straßen aus lassen sich große Teile der Innenstadt sehen.

## Alte Weinsteige
1350 als winstayg erstmals erwähnt wurde die Alte Weinsteige, ein extrem steiler Karrenweg, den der gesamte Frachtfuhrwerksverkehr nach Süden nehmen musste. Bis zu 16 Pferde waren als Vorspann nötig, um die Steige zu bewältigen.
Im Herzogtum Württemberg bildete sie in einigen Verwaltungsangelegenheiten die Grenze zwischen dem Oberland (… ob der Steig) und dem Unterland (… unter der Steig). Im württembergischen Landesteil von Baden-Württemberg werden heute die Begriffe allerdings anders verwendet: Oberland ist das Gebiet zwischen Donau und Bodensee, Unterland das Gebiet um Heilbronn.
Entlang der Alten Weinsteige verkehrt seit 1884 die Zahnradbahn.
An der Alten Weinsteige befindet sich ein wichtiger Einwahlknotenpunkt, ein Großcomputer für die Verbindung ins Internet.

## Neue Weinsteige

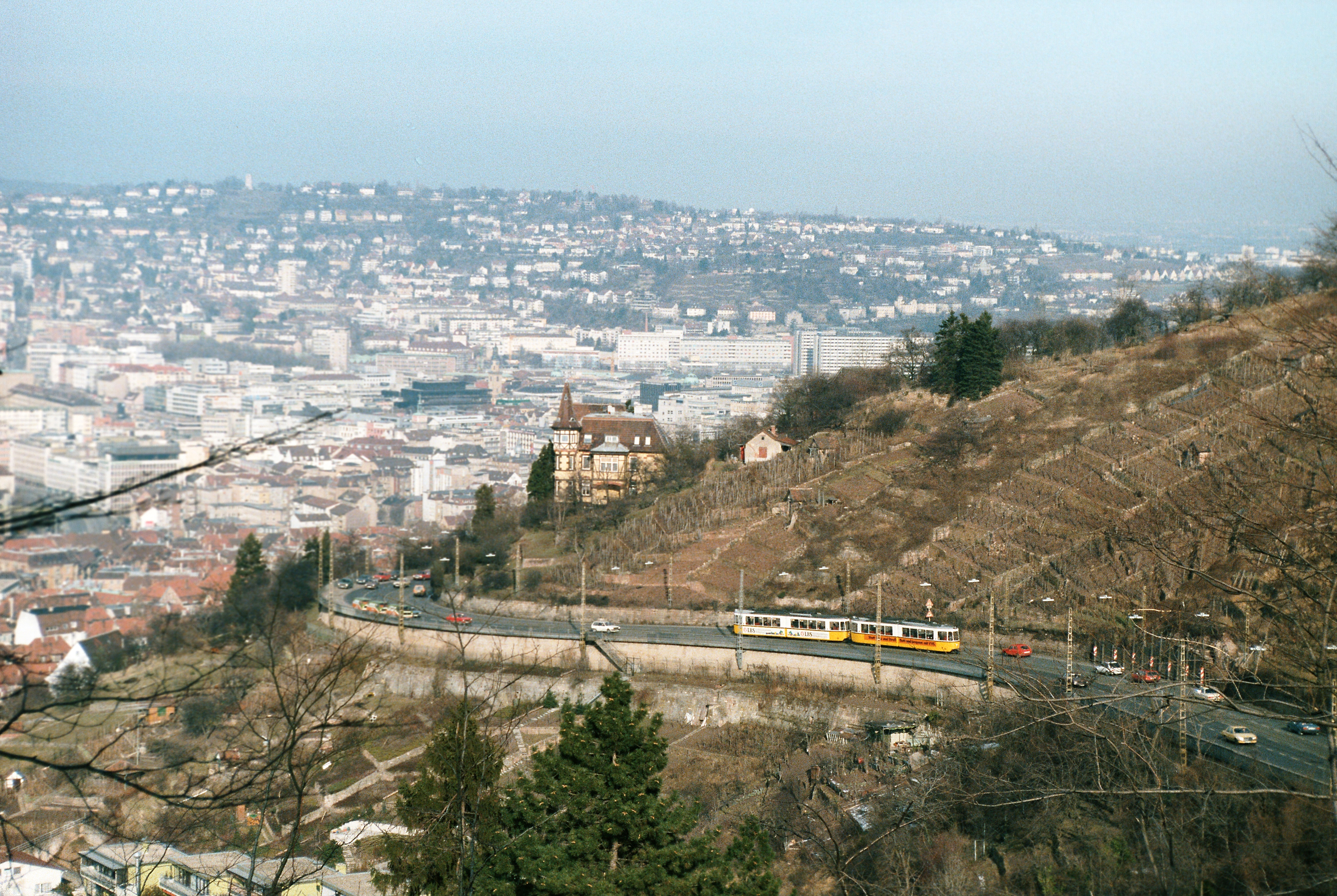
Blick auf die Neue Weinsteige mit einer Straßenbahn des Typs GT4 einige Jahre vor ihrer Auflassung (1984)

Da die Steigung der Alten Weinsteige nur mit Hilfe von großen Pferdefuhrwerken überwunden werden konnte, gab es seit Beginn des 19. Jahrhunderts Überlegungen zum Bau einer flacheren Verkehrsverbindung. 1822 erhielt der Königliche Oberbaurat Eberhard von Etzel von König Wilhelm I. von Württemberg den Auftrag zum Bau einer leistungsfähigeren Anbindung Stuttgarts an die im Süden gelegenen Gemeinden.
Zwischen 1826 und 1831 wurde nach Etzels Plänen die Neue Weinsteige, eine breite Panoramastraße, erbaut. Am 23. Oktober 1831 wurde sie eröffnet. Sie hieß anfangs Wilhelmstraße und bekam erst 1846 ihren heutigen Namen. Sie gilt bis in unsere Zeit als ingenieurmäßige Pionierleistung. Ihr Bau kostete 76.000 Gulden (heute etwa sechs Millionen Euro). Aufgrund der hohen Baukosten kassierte die Stadt für die Passage der Strecke bis 1922 Zoll- und Pflastergeld. Nach ihrem Erbauer ist die Etzelstraße benannt, die von der Neuen Weinsteige abzweigt.
Der obere Teil der Neuen Weinsteige ist als Hauptaus- und -einfallstraße Teil der Bundesstraße 27, während sie im unteren Teil, wo diese Funktion die Hohenheimer Straße übernommen hat, zur Wohnstraße geworden ist. Die Verlängerung der Neuen Weinsteige auf Degerlocher Markung heißt seit 1912 Obere Weinsteige.

### Bahnverkehr
Entlang der Neuen Weinsteige verkehrte ab 1904 die Neue-Weinsteige-Linie der Filderbahn-Gesellschaft (FBG) als Straßenbahnverbindung zwischen Stuttgart und Degerloch. Diese erhielt 1920 einen Gleisanschluss zum Netz der Straßenbahn Stuttgart und ging ab 1933/34 vollständig in diesem auf. Aufgrund ihres Panoramablicks galt sie als eine der schönsten Straßenbahnstrecken in Deutschland, wurde aber im Zuge des Stadtbahnausbaus 1987/1990 in einen parallelen Tunnel verlegt. Mit Ausnahme der Querung der Zahnradbahn Stuttgart findet auf der Neuen Weinsteige heute kein Schienenverkehr mehr statt.

## Großlage „Weinsteige“ im Weinbau
Die Weinsteige ist auch Namenspatin für die Großlage, die sämtliche Stuttgarter Weinberge umfasst (→ Weinbau in Stuttgart). Insgesamt gehören zur Großlage Weinsteige 616 Hektar Anbaufläche in Stuttgart, Esslingen, Fellbach und Gerlingen. Unter der Bezeichnung Weinsteige werden allerdings heute kaum noch Weine angeboten, denn die Erzeuger des Gebietes füllen entweder unter Angabe von Einzellagen ab oder verzichten ganz auf Lagenbezeichnungen. Lediglich das Weingut der Stadt Stuttgart verwendet die Bezeichnung Stuttgarter Weinsteige für diejenigen Weine, die tatsächlich direkt an der Neuen Weinsteige wachsen. Auf einem Hektar durch Trockenmauern gesicherter Steillage wird Trollinger erzeugt. Das Weingesetz wird damit bezeichnungstechnisch auf den Kopf gestellt, denn die zugehörige Einzellage ist die Stuttgarter Mönchhalde.